# Namri Songtsen
Namri Songtsen (tibétain : གནམ་རི་སྲོང་བཙན, Wylie : gnam ri srong btsan), aussi appelé Namri Löntsen, né en 570 à Chingwa Taktsé et mort en 629 à Gyama, est, selon la tradition, le 32e roi du Tibet (dynastie Yarlung).

## Contexte
Namri Songtsen est issu du clan des Yarlung, situé au sud-est de l'actuel Lhassa, dans la fertile vallée du Yarlung où afflue le Tsangpo (Brahmapoutre). Le plateau tibétainest, à cette époque, une mosaïque de clans (ou « tribus » selon certains) de pasteurs montagnards à l'organisation primitive guerroyant sans cesse entre eux, malgré leur faible densité. Chaque clan a plusieurs chefs. Ces clans communiquent et échangent difficilement étant donné la topographie, le climat, et les distances en question, ce qui induit que chaque clan localisé dans un réseau de vallées avait une culture propre qui avait peu en commun avec ses voisins. Ces proto-tibétains ne sont pas encore en relations directes avec les Chinois, des tribus pastorales montagnardes, plus à l'est (région ouest du Sichuan actuel), et le royaumes des Tuyuhun (sud du Qinghai et ouest du Sichuan actuel) faisant front à la fois aux Chinois et aux proto-tibétains. Ainsi, les sources chinoises ne parlent que très sporadiquement des peuples proto-tibétains, ce qui changera au début des Tang, le royaume Tibétain devenant un acteur important de l'histoire militaire extérieure de la Chine.

## Ascension et action
Aux environs des années 600, Namri Songtsen, l'un des chefs de la tribu des Yarlung, parvient à devenir le plus incontesté des chefs que cette tribu connut. Utilisant les pasteurs guerriers mis à sa disposition, il parvient à soumettre une à une les tribus limitrophes. Cette expansion lui permet de disposer des territoires de la région environnant Lhassa, multiclanique mais soumise, et de commencer l'édification d'un État centralisé solide, de disposer d'une armée expérimentée par ces débuts guerriers. Cela constituera la base fondamentale des conquêtes suivantes.

## Assassinat et succession
Namri Songtsen se fait assassiner en 630 (ou 629), lors un coup d'État qui fut finalement un échec : le fils de Namri Songtsen, Songtsen Gampo (609?-650), écrase les opposants. Songtsen Gampo développera avec excellence l'héritage que lui laisse son père, il achèvera la transformation entamée, dotant le Royaume Tibétain d'un code légal unifié, établissant une vraie armée mobile et efficace, des relations franches avec le monde indien et le monde chinois, et fondant Lhassa.

## Relation avec la Chine
Namri Songtsen aurait envoyé la première ambassade tibétaine aux Chinois en 608 et 609, marquant ainsi le début des relations internationales du Tibet.

### Sources
- TaIC
Josef Kolmaš, Tibet and Imperial China, A Survey of Sino-Tibetan Relations up to the End of the Madchu Dynasty in 1912. Occasional paper no'7, The australian national University, centre of oriental studies, Canberra, 1967. Page 7-11/67. (lire en ligne, appuyer sur F11 pour l'affichage plein écran)